# Samsung Galaxy Note 8
Ne doit pas être confondu avec la tablette Samsung Galaxy Note 8.0
Pour les articles homonymes, voir Samsung Galaxy Note.
Le Samsung Galaxy Note 8 est un smartphone haut de gamme de type phablette du constructeur sud-coréen Samsung qui a été annoncé le 23 août 2017. Il fait partie de la gamme Galaxy Note.
Le design du téléphone est assez similaire à celui de son « petit frère » le Galaxy S8 à quelques exceptions près (des coins moins arrondis, le deuxième objectif photographique au dos ou encore une taille plus grande).
Il est le successeur de la phablette de Samsung sortie milieu 2016 et qui a fait beaucoup parler d'elle pour des problèmes de batterie, le Galaxy Note 7. Il était considéré comme le meilleur smartphone de l'année 2016 mais il rencontra des problèmes de batterie de type lithium-ion (surchauffe et dans de rares cas, explosion).

## Caractéristiques
Équipé d'un écran incurvé bord-à-bord de 6,3 pouces, ce smartphone reprend en grande partie les caractéristiques du Galaxy S8 en y ajoutant un double capteur photographique à l'arrière.
| Samsung Exynos 8895 Octa             | Qualcomm Snapdragon 835       |
| ------------------------------------ | ----------------------------- |
| - Europe - Corée - Asie - Angleterre | - États-Unis - Canada - Chine |

Il est accompagné de 6 Go de RAM. Il utilise un écran semblable à celui du Samsung Galaxy S8+. Pour la capacité de stockage, le Note 8 est disponible en version 64 Go, tandis que le celle-ci est extensible jusqu'à 2 To.
Comme tous les smartphones de la série Galaxy Note, le smartphone est équipé d'un stylet électronique qui permet d'avoir plusieurs fonctionnalités, tel que la traduction de texte, loupe, écriture manuscrite ou encore de dessiner. Ce stylet hérite des améliorations du Galaxy Note 7, il possède plus de 4000 points de pression différents pour être performant lors de dessins ou de l'écriture, ainsi qu'une mine plus fine pour être plus précis.

## Galerie

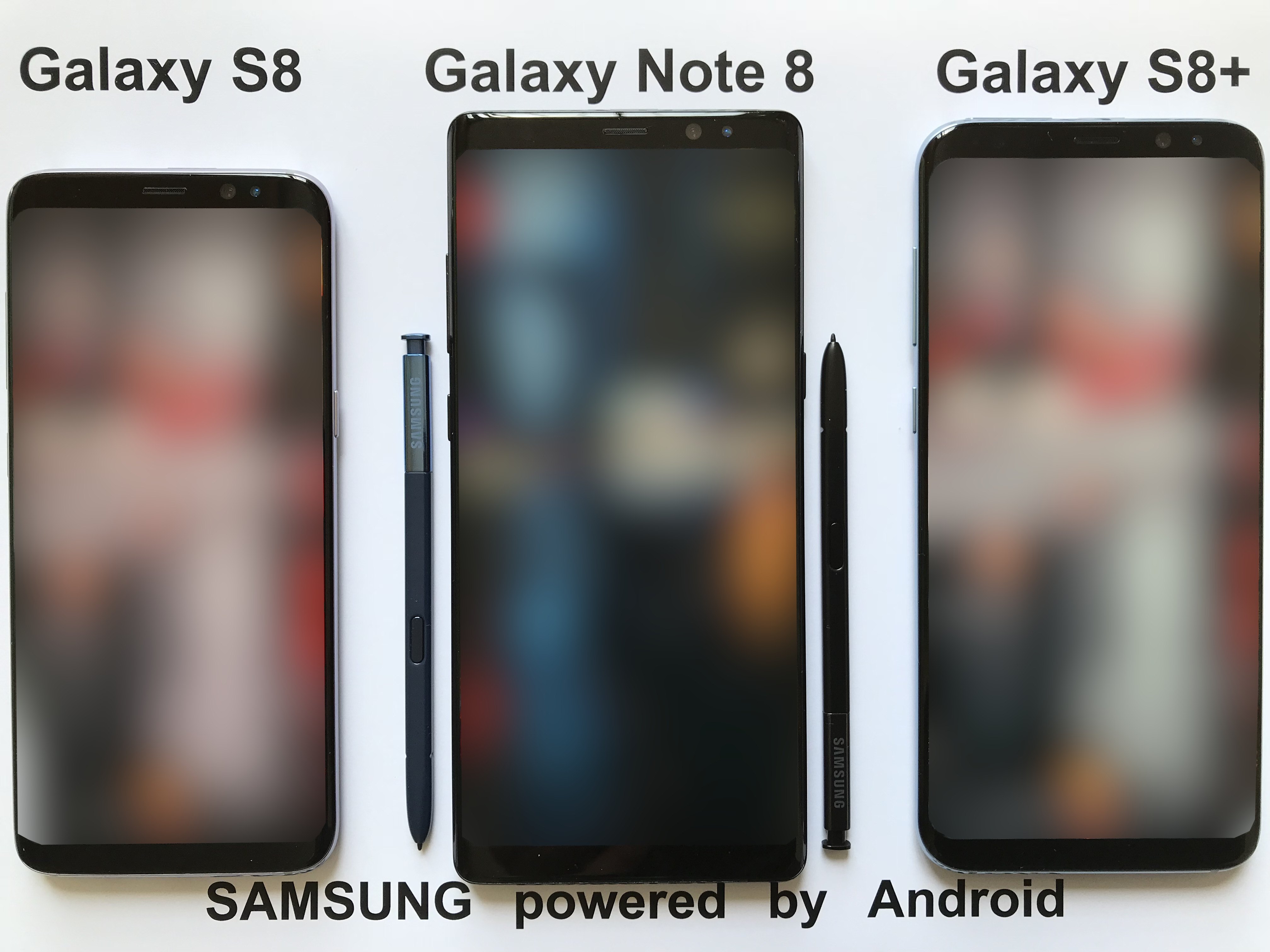
Le Galaxy Note 8 avec le Galaxy S8 et le Galaxy S8+ (vue avant)
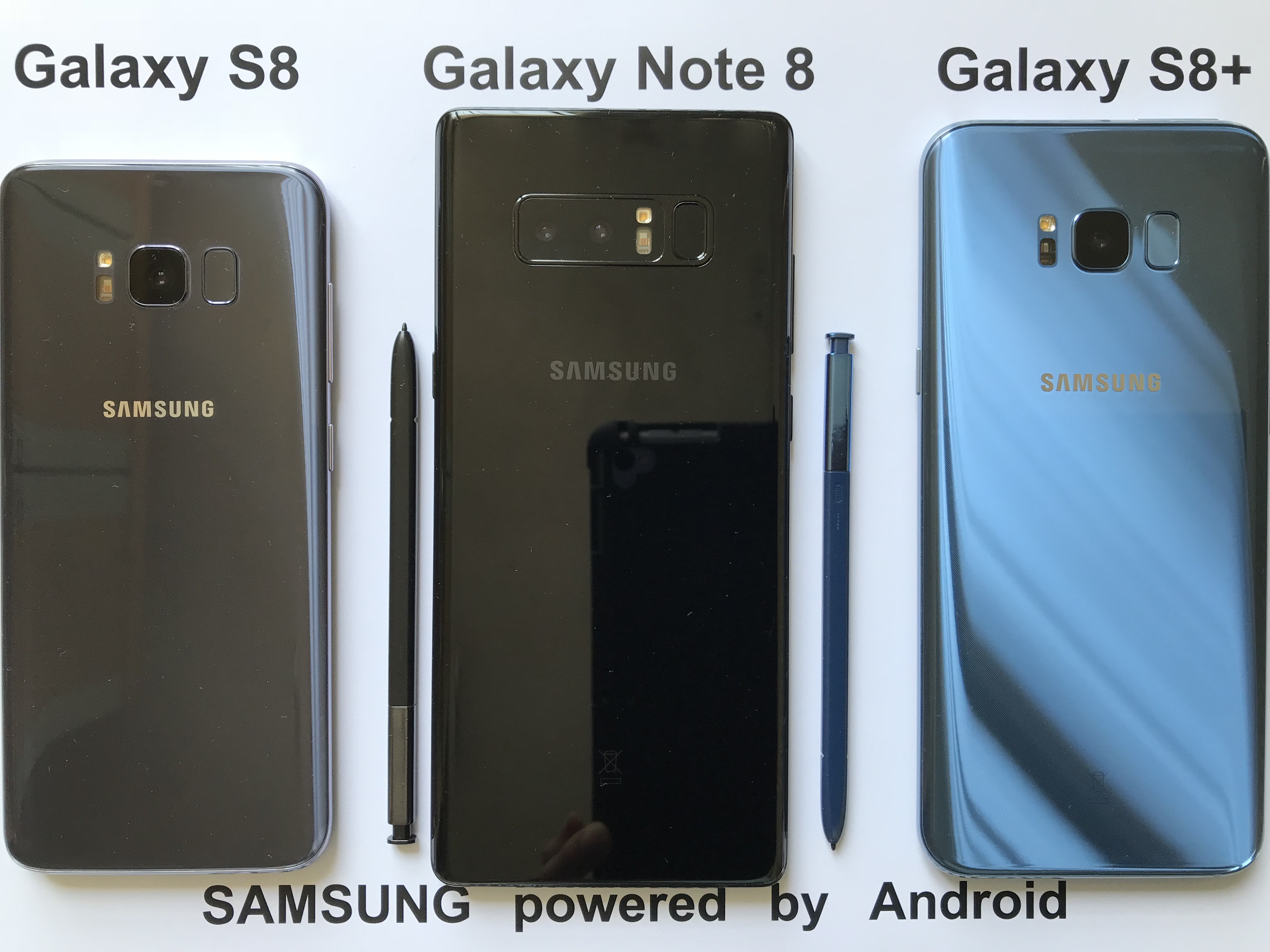
Le Galaxy Note 8 avec le Galaxy S8 et le Galaxy S8+ (vue arrière)
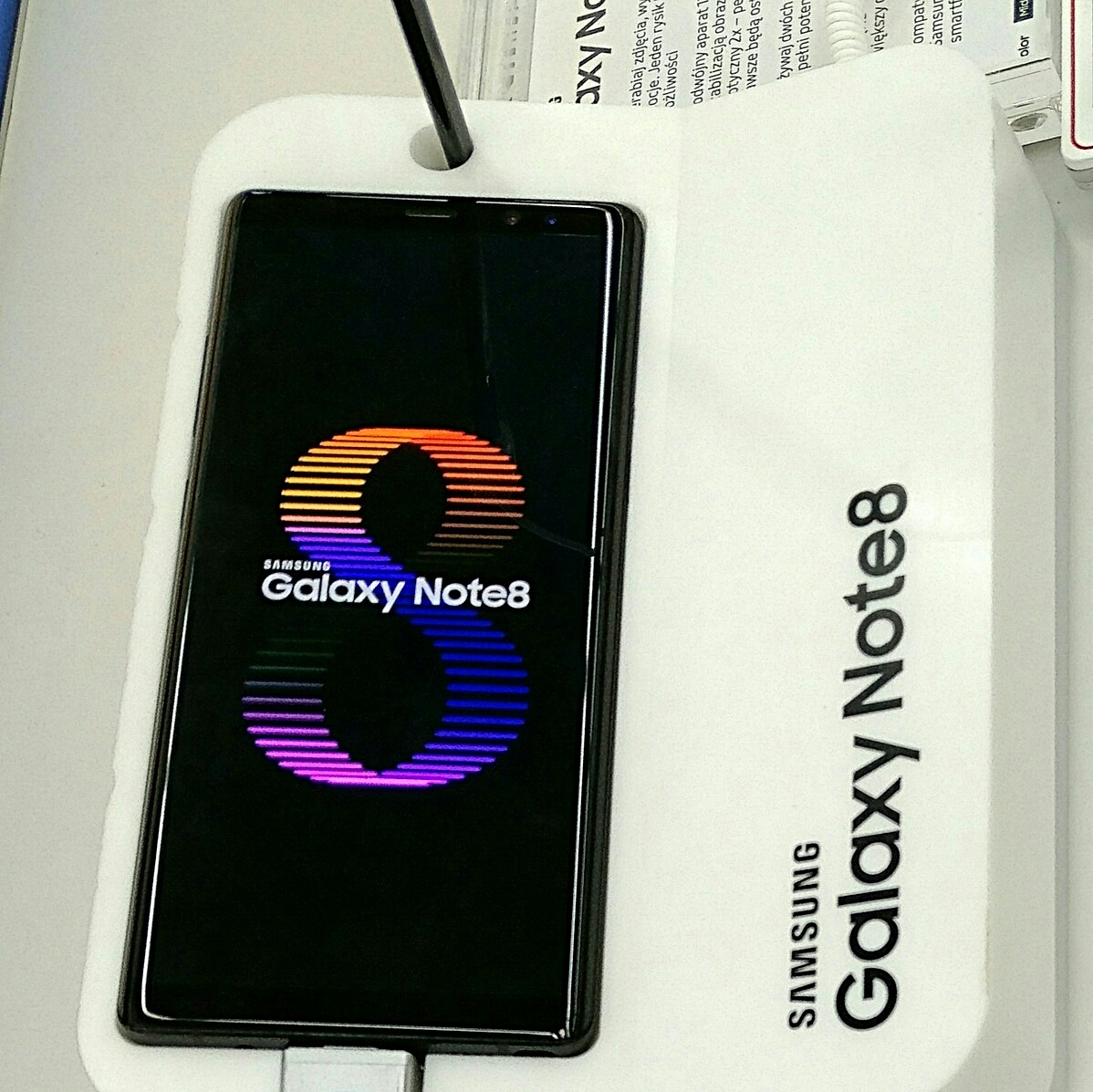
Le Galaxy Note 8 (vue avant)